# Stazione di Trento Santa Chiara
La stazione di Trento Santa Chiara è una fermata ferroviaria della Trento–Venezia (Valsugana), situata tra la stazione di Trento e la fermata di Trento San Bartolameo. È una delle undici stazioni ferroviarie del territorio comunale di Trento.

## Storia

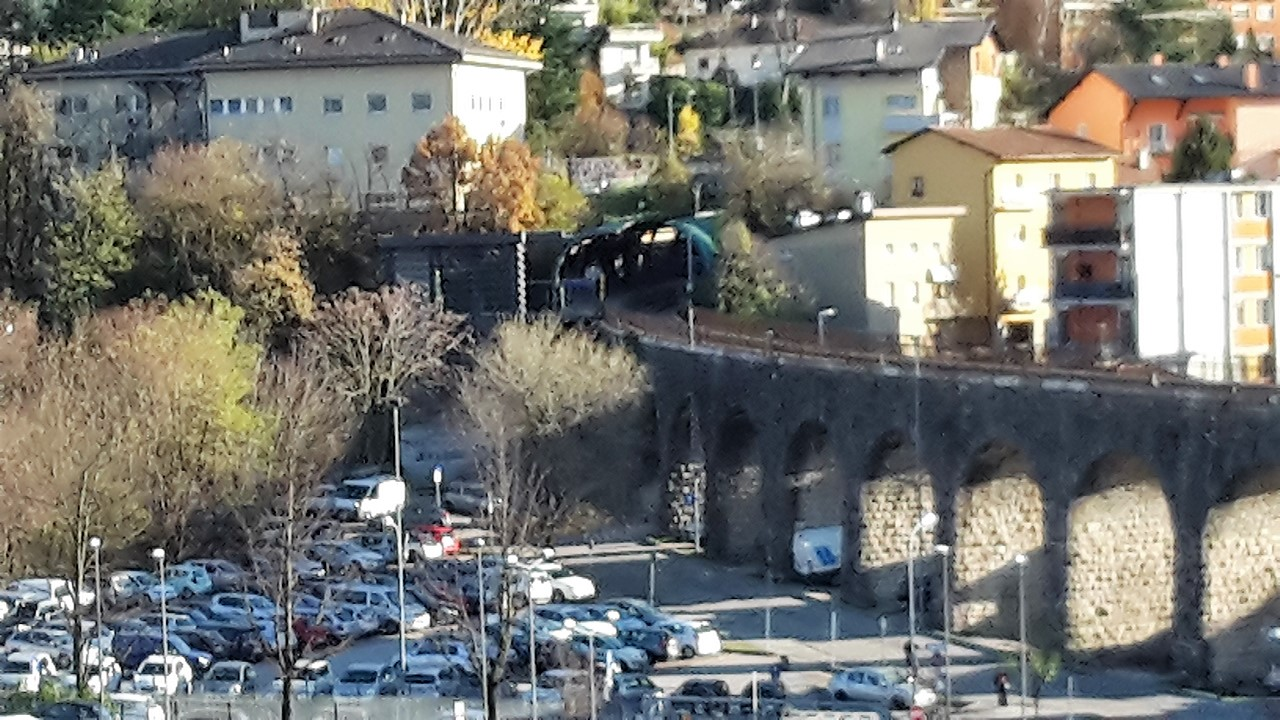
L'ingresso alla stazione

L'apertura all'esercizio della fermata avvenne il 1º settembre 2006 con la denominazione di Santa Chiara che riprendeva quella del vicino ospedale, il principale del capoluogo trentino. L'impianto fu infatti commissionato da Rete Ferroviaria Italiana (RFI), mentre Italferr fu esecutrice dei lavori, allo scopo di facilitare il raggiungimento del complesso sanitario da parte degli abitanti della Valsugana.
Il 14 dicembre 2008 la fermata fu ridenominata Trento Santa Chiara.

## Strutture e impianti

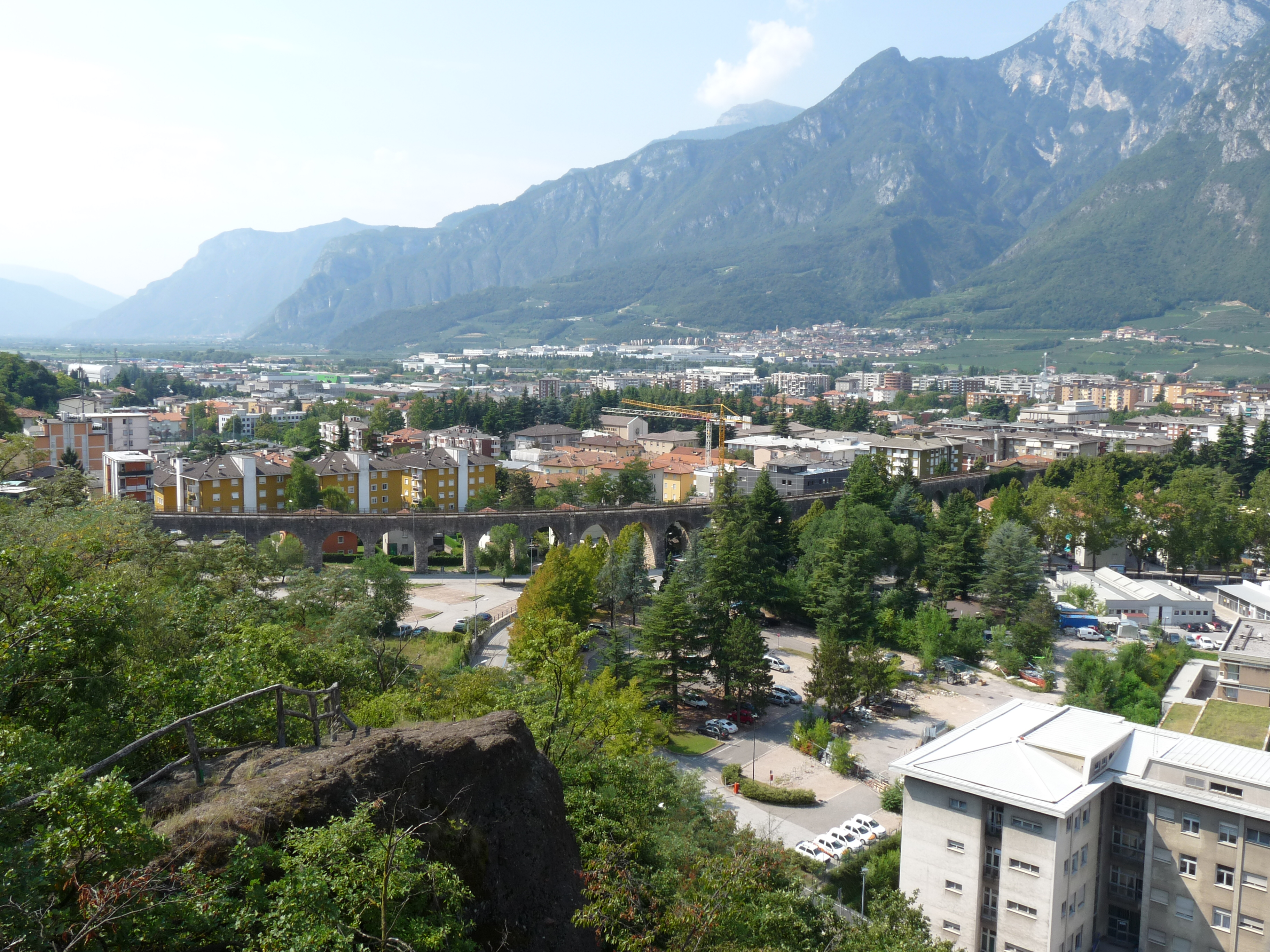
Cavalcavia di Gocciadoro nei pressi della stazione

La fermata si trova in posizione sopraelevata rispetto al piano stradale all'imboccatura del cavalcavia di Gocciadoro, un complesso costruito alla fine del XIX secolo.
Nonostante l'uso sistematico del legno, l'architettura ricorda le fermate sopraelevate delle metropolitane. L'accesso al binario passante è permesso tramite rampe di scale e due ascensori. Altre scale ed una rampa per l'accessibilità collegano la stazione anche a Via Asiago, sulla quale fermano gli autobus sostitutivi, rendendo la stazione utile anche come passaggio pedonale. 
Il marciapiede è lungo 127 m.

## Movimento
Presso l'impianto ferroviario fermano tutti i treni destinati a Trento, Borgo Valsugana Est, Bassano del Grappa, Venezia e Padova.

## Servizi
La stazione dispone di:
- Biglietteria self-service

## Interscambi
- Capolinea autolinee
- Parcheggio